# Leandra humilis
Leandra humilis är en tvåhjärtbladig växtart som först beskrevs av Célestin Alfred Cogniaux, och fick sitt nu gällande namn av John Julius Wurdack. Leandra humilis ingår i släktet Leandra och familjen Melastomataceae. Utöver nominatformen finns också underarten L. h. glabrata.